# Paramystaria
Paramystaria là một chi nhện trong họ Thomisidae.